# Herschel (télescope spatial)
Pour les articles homonymes, voir Herschel.
Ne doit pas être confondu avec Télescope de Herschel ou Télescope William-Herschel.
Herschel est un télescope spatial infrarouge développé par l'Agence spatiale européenne (ESA) opérationnel entre 2009 et 2013. Son objectif scientifique est de réaliser des observations astronomiques dans les domaines de l'infrarouge lointain et submillimétrique (longueurs d'onde 55 à 672 µm) pour étudier la naissance des étoiles, la formation et l'évolution des galaxies primitives ainsi que la chimie du milieu spatial.
Avec son miroir primaire de 3,5 mètres de diamètre, Herschel est à son lancement le plus grand des télescopes spatiaux à entrer en service. Il est équipé de trois détecteurs spécialisés PACS, SPIRE et HIFI fonctionnant à des températures très basses. Herschel, nécessitant une longue phase de maturation technique, est la dernière des missions larges du programme scientifique à long terme Horizon 2000, élaboré par l'agence spatiale dans les années 1980, à être lancée. Herschel succède, pour l'observation dans l'infrarouge au télescope européen ISO (1995-1998), à l'américain Spitzer (2003-2020) et au japonais ASTRO-F (2006-2011).
Herschel est lancé en 2009 par un lanceur Ariane 5, avec un autre observatoire spatial européen Planck, et placé en orbite héliocentrique autour du point de Lagrange L2 du système Soleil-Terre.  Pour observer le rayonnement infrarouge lointain et submillimétrique, Herschel doit refroidir ses instruments avec de l'hélium liquide. Trois ans et demi après le lancement, l'hélium embarqué s'est entièrement évaporé, mettant fin comme prévu aux opérations du satellite, qui est en juin 2013 sur une orbite de rebut. Herschel remplit entièrement ses objectifs, en amassant 22 000 heures d'observation dont l'exploitation débute tout juste, alors que la mission s'achève. Le coût de la mission est évalué en 2010 à 1,1 milliard d'euros en incluant les coûts de lancement ainsi que les coûts opérationnels.

## Historique

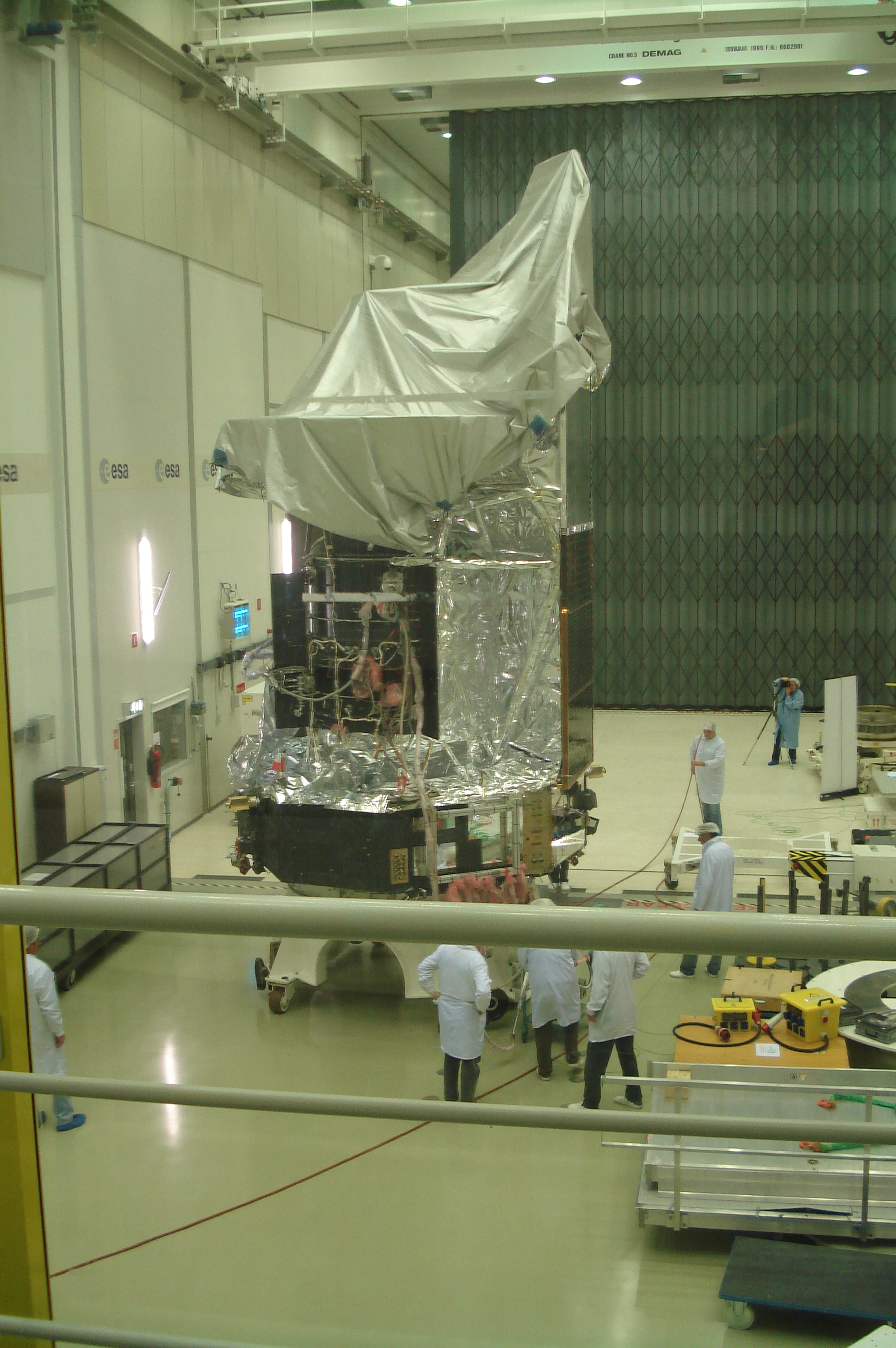
Herschel au centre ESTEC de l'Agence spatiale européenne.

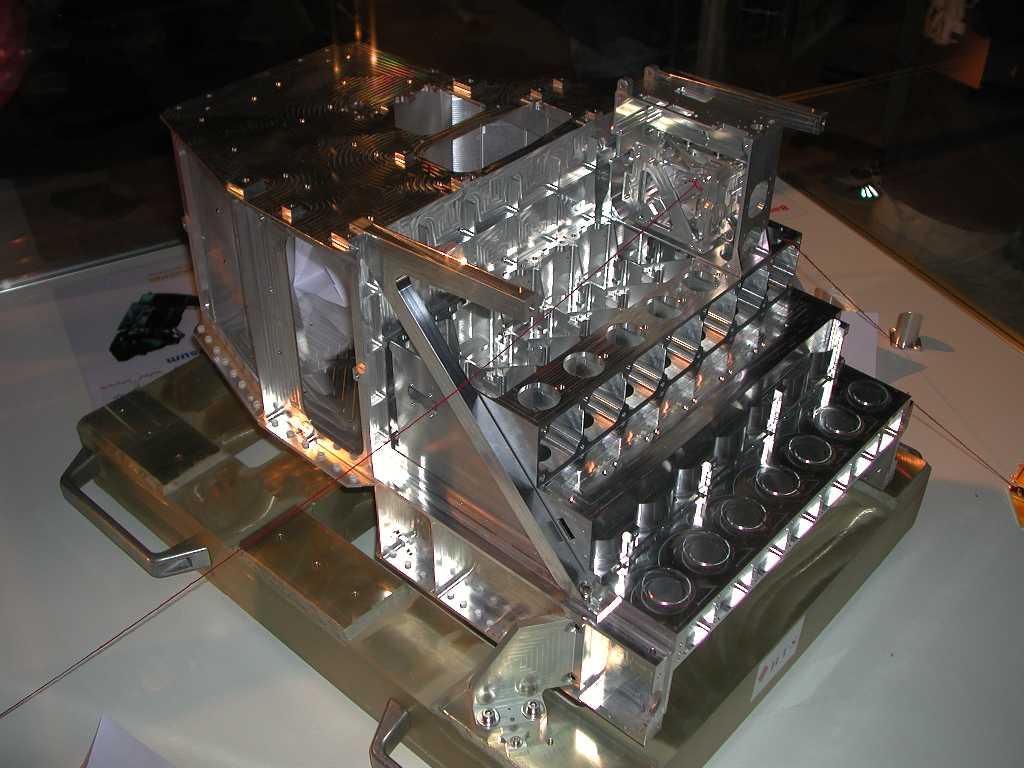
Structure du télescope Herschel.

En 1982, Herschel est proposé sous l’appellation FIRST (Far InfraRed and Sub-millimeter Telescope) à l'Agence spatiale européenne. Celle-ci élabore en 1984, pour la première fois, un programme scientifique à long terme baptisé Horizon 2000. L'agence, s'appuyant sur l'expertise de la communauté scientifique, identifie le développement d'une mission de spectroscopie hétérodyne comme l'une des quatre « pierres angulaires » (classe de mission la plus coûteuse) du programme. En 1986, FIRST est sélectionné pour ce rôle. Le projet rentre alors dans une longue période de maturation technique, qui s'achève avec une étude industrielle en 1992-1993. Prenant en compte l'expérience gagnée avec son télescope infrarouge ISO, opérationnel entre 1995 et 1998, la conception de la mission est partiellement modifiée : l'agence spatiale décide que Herschel est placé en orbite autour du point de Lagrange L2, plutôt que l'orbite terrestre basse. En 2000, FIRST est baptisé Herschel, d'après l'astronome William Herschel, qui a notamment découvert le rayonnement infrarouge des objets célestes. Après la mise en suspens en 2000, la réalisation du télescope est lancée en 2001.

## Un télescope de l'infrarouge lointain
Herschel est un télescope de l’infrarouge lointain et est le premier à observer l'Univers jusque dans les rayonnements submillimétriques. Il est doté d'un miroir primaire de 3,5 m de diamètre (contre seulement 2,4 m pour le télescope spatial Hubble), ce qui en fait le plus grand télescope en orbite, jusqu’à l’arrivée du télescope spatial James-Webb en 2021.
Successeur de l'observatoire ISO, déjà réalisé par Aérospatiale et qui révolutionne l'astronomie infrarouge de 1995 à 1998, Herschel peut observer des régions de l'Univers, froides et chargées de poussières, inaccessibles aux autres télescopes. Il doit étudier en priorité la genèse des galaxies et l'évolution des étoiles en formation, ainsi que les nuages de gaz et de poussières où naissent les étoiles, les disques protoplanétaires et les composés organiques complexes dans la chevelure des comètes.

## Le satellite
Il est développé sous la maîtrise d'œuvre de Alcatel Space, dans son usine de Cannes, le directeur de programme Jean-Michel Reix, avec une équipe industrielle comprenant une centaine d'entreprises réparties dans 15 pays européens.

### La plate-forme: un développement commun pourHerscheletPlanck
Un module de service (SVM) est conçu et fabriqué par Thales Alenia Space dans son usine de Turin, pour les deux satellites Herschel et Planck combinés dans un programme unique.
Les structures des deux modules de service sont très semblables, de forme octogonale. Chaque panneau est destiné à des équipements thermiques, des réchauffeurs, prenant en compte les dissipations thermiques des expériences et des équipements du satellite voisin. De plus, une conception commune est retenue pour l'avionique des deux satellites, le système de mesure et de contrôle d'attitude, le système de contrôle et de gestion des données, le sous-système de télémesure et télécommande. Tous les équipements de la plate-forme sont redondants.

#### Puissance électrique
Sur chaque satellite, la puissance est fournie par des panneaux solaires équipés de cellules photovoltaïques à triple jonction, d'un accumulateur, et d'un système de contrôle gérant la charge de l'accumulateur et distribuant une tension régulée de 28 volts aux divers équipements. Sur Herschel, le panneau de cellules solaires est fixé en bas du pare-soleil dont la fonction principale est de mettre le cryostat à l'ombre du soleil. Sa partie supérieure est couverte de miroirs en silice pure (OSR, Optical Solar Relector) réfléchissant 98 % de l'énergie solaire, évitant donc une entrée d'énergie dans cette zone contenant le cryostat. Ce générateur solaire est constamment dirigé vers le Soleil, grâce au système de contrôle d'attitude à trois axes.

#### Système de mesure et de contrôle d'attitude
Le contrôle d'attitude est effectué par un calculateur prenant en compte les mesures des senseurs d'attitude et commandant les couples de contrôle pour répondre aux spécifications de pointage et de basculement des charges utiles de Herschel et de Planck. Le satellite Herschel est stabilisé selon trois axes, respectant une spécification de pointage de 3,7 secondes d'arc. Le senseur d'attitude principal pour les deux satellites est un capteur stellaire. Sur Herschel, l'attitude est estimée à partir des mesures du capteur stellaire et d'un gyroscope très précis. Les couples de contrôle sont fournis par des roues de réaction.

### Charge utile

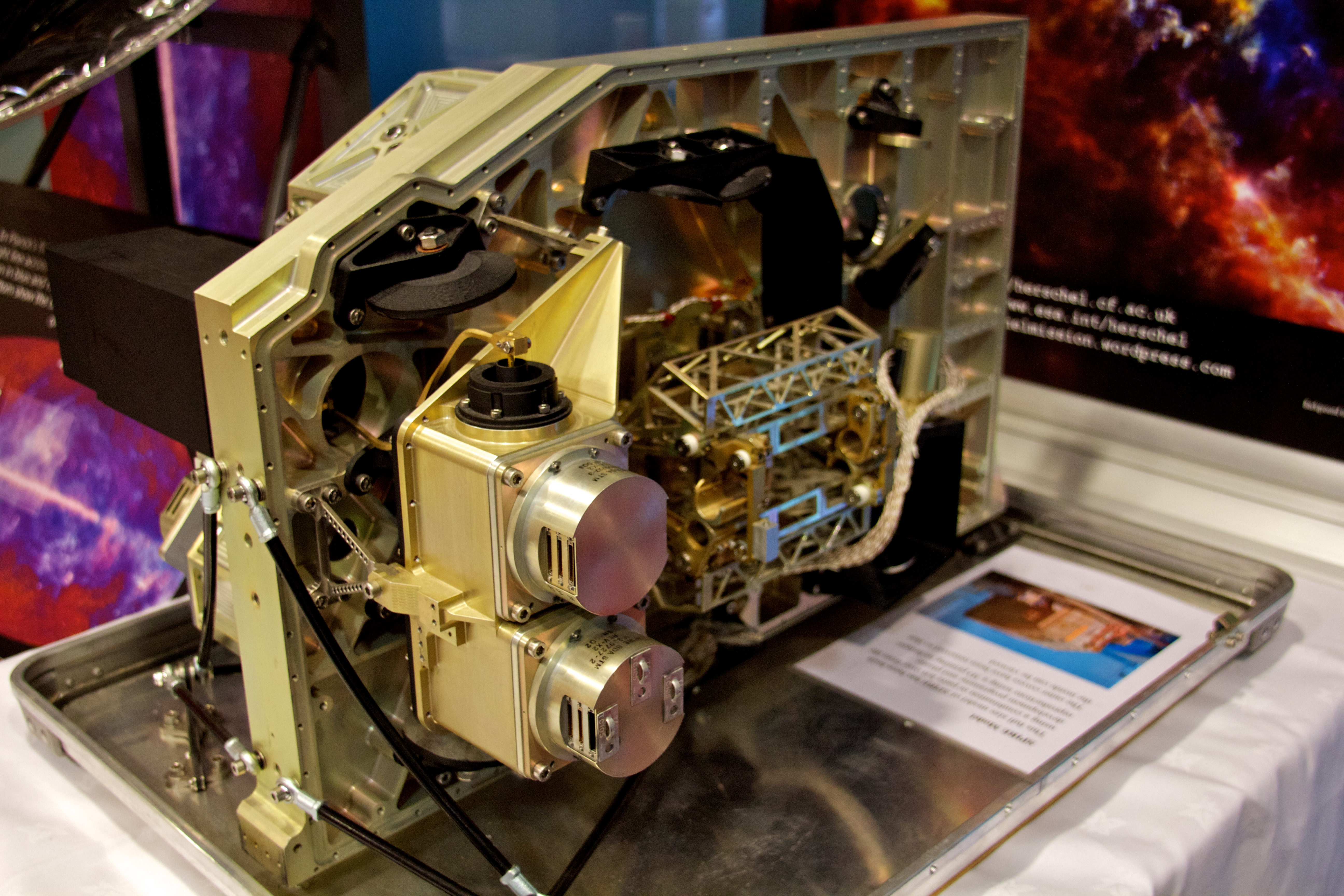
Modèle de l'instrument SPIRE.

La charge utile réalisée par EADS Astrium Satellites (Allemagne) repose sur un télescope Ritchey-Chrétien avec un miroir primaire de 3,5 m de diamètre réalisé en carbure de silicium par Boostec à Bazet, France, près de Tarbes. C'est le plus grand miroir construit pour l'astronomie spatiale.
La charge utile comprend trois instruments scientifiques :

#### PACS
PACS (Photodetector Array Camera & Spectrometer) est une caméra à bolomètre et un spectromètre de moyenne résolution à photoconducteurs fonctionnant sur les longueurs d'onde de 55  à   210 microns. Le spectromètre permet l'analyse de la signature spectrale du carbone et de l'oxygène. Il est fourni par l'Institut Max-Planck de physique extraterrestre de Garching bei München et Kayser-Threde, grâce à un financement de l'Agence spatiale allemande (DLR). Les bolomètres sont conçus et réalisés par le Laboratoire d'électronique et de technologie de l'information (CEA-Leti) puis testés et intégrés à l'Institut de recherche sur les lois fondamentales de l'Univers (CEA-Irfu) ; les cryogénérateurs, développés par le CEA-IRIG, abaissent leur température de 2 K à 0,3 K.

#### SPIRE
SPIRE (Spectral & Photometric Imaging Receiver) est une caméra et un spectromètre de moyenne résolution fonctionnant sur les longueurs d'onde de 200  à   670 microns. Il possède cinq bolomètres pour mesurer trois couleurs et la plus grande longueur d'onde d'une source. Il est fourni par l'université de Cardiff au Pays de Galles, avec la France en co-investisseur. Spire est refroidi par les cryogénérateurs.

#### HIFI (Heterodyne Instrument for the Far-Infrared)
HIFI (Heterodyne Instrument for the Far-Infrared) est un spectromètre hétérodyne à très haute résolution, fonctionnant sur les longueurs d'onde de 157 à 625 microns, destiné à l'étude de la composition chimique, la cinématique et l'environnement physique des sources. Il est fourni par le Institut néerlandais de recherche spatiale (SRON), avec des participations de la France, de l'Allemagne et des États-Unis.

#### Le très grand froid
Le satellite réutilise la technique embarque un imposant cryostat à hélium liquide (2 400 litres) qui enserre le plan focal du télescope et les parties sensibles des trois instruments à l'intérieur d'un espace froid à 4 kelvins. La lente ébullition contrôlée de l’hélium liquide embarqué permet de maintenir cette température cryogénique pendant les 3 ans et demi de la mission.

## Lancement, orbite et durée

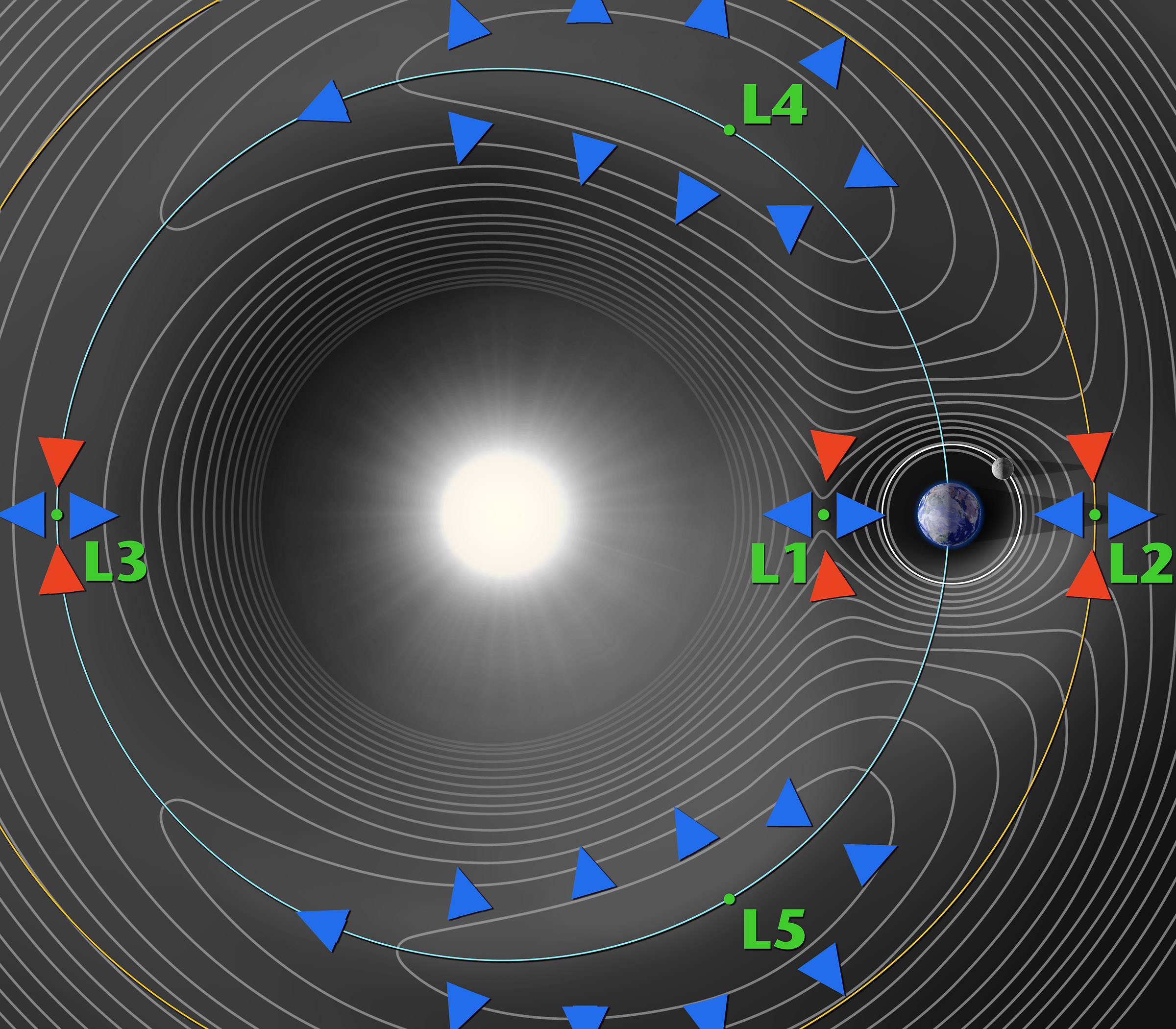
Les 5 points de Lagrange du système Terre-Soleil.

Le télescope spatial Herschel arrive le 12 février 2009 en Guyane, à bord d'un Antonov, puis rejoint le centre spatial guyanais de Kourou pour ses derniers préparatifs en vue d'un lancement prévu pour le 16 avril. Il est finalement lancé (conjointement avec le satellite Planck) le 14 mai 2009 à 13 h 12 min TU, depuis Kourou, par un lanceur Ariane 5-ECA, le vol 188, sur une orbite très elliptique de 270 km de périgée et 1 193 622 km d'apogée le menant aux alentours du second point de Lagrange du système Terre-Soleil (dénommé L2),,,. Le 15 mai, une première correction importante de trajectoire accélère Herschel de 8,7 m/s par allumage de ses propulseurs à hydrazine pendant 22 min.
Le 14 juin, le couvercle du cryostat est ouvert. Le télescope prend sa première image de la galaxie M51 apparaissant avec une netteté inégalée ce qui laisse présager des futures images que Herschel doit prendre. Vers le 15 juillet, au voisinage du point L2, il se place suivant une trajectoire appelée orbite de Lissajous. Le satellite doit y fonctionner pendant au moins 42 mois, la durée définitive étant essentiellement soumise aux fuites du système de refroidissement, (2 300 litres d'hélium liquide superfluide).

## Phase opérationnelle
Le 21 juillet 2009, la phase de test en orbite se termine avec succès. Le satellite entre en phase opérationnelle. La responsabilité est transférée de Thomas Passvogel, responsable du programme, à Johannes Riedinger, responsable de mission. Le 3 août 2009, quelque chose fonctionne mal, et les ingénieurs de l'ESA prennent la décision d'arrêter l'instrument HIFI pour trouver une solution ; au bout de 160 jours de travail, la panne est identifiée (un composant d'alimentation de la voie principale peut-être frappé par un rayon cosmique, événement appelé perturbation par une particule isolée) et, utilisant la voie de secours, l'instrument est à nouveau opérationnel le 19 janvier 2010, juste à temps pour observer l'un de ses objectifs principaux, la nébuleuse d'Orion, fin janvier 2010.

### Fin de mission
Le 29 avril 2013, le télescope spatial Herschel termine sa mission, la réserve d'hélium servant au refroidissement des instruments arrivant à épuisement après près de quatre années de bon fonctionnement. Initialement prévu pour fonctionner trois ans et demi, Herschel a ainsi ouvert une nouvelle fenêtre sur l’Univers et fourni plus de 25 000 heures de données pour 600 programmes d’observation. Après une série de tests techniques, le satellite est placé sur une orbite de rebut autour du Soleil. Le 17 juin 2013, à 12 h 25 TU, les contrôleurs de l'ESA envoient la commande finale de désactivation de Herschel, mettant un terme à sa mission qui permet d'enregistrer plus de 25 000 heures de données riches d'informations sur la naissance des étoiles et la formation des galaxies.  Le 3 juillet 2013, le télescope Faulkes Nord de 2 m de diamètre, de l'Observatoire Remanzacco à Hawaï arrive à prendre une dernière image du satellite avant qu'il ne disparaisse derrière le soleil,.

## Résultats

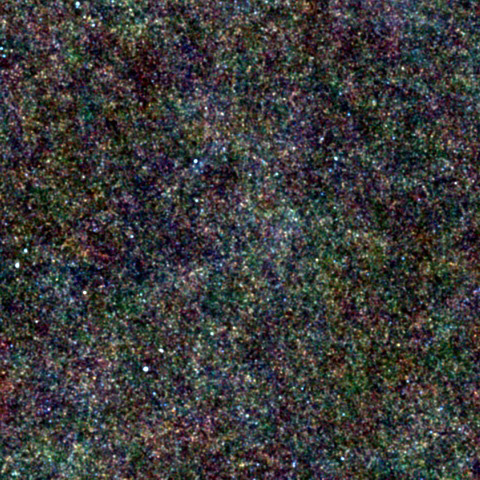
Une vue du Lockman Hole prise par Herschel. Cette région du ciel est relativement dégagée d'étoiles en avant plan et permet d'observer les galaxies. Chaque grain de l'image représente une galaxie.

Du 4 au 7 mai 2010, environ 400 astronomes se réunissent à l'Agence spatiale européenne, à l'ESTEC aux Pays-Bas, pour lever l'embargo et dévoiler les résultats de la mission Herschel après un an d'opérations à 1,5 million de kilomètres,.

### Mécanisme de formation des étoiles au sein des premières galaxies
Il avait été émis l'hypothèse que le rythme élevé de formation des étoiles observé au moment de son pic il y a 10 milliards d'années était dû à la collision de galaxies. Herschel a démontré que ce n'était généralement pas le cas. Les galaxies de cette période lointaine semblent tout à fait ordinaires et leur productivité semble uniquement liée à l'abondance beaucoup plus élevée du gaz moléculaire froid à cette époque. Celui-ci pourrait être bien fourni par des courants intergalactiques comme le suggèrent des simulations informatiques de la formation de la structure du cosmos. Herschel a permis d'établir que la vitesse de formation de nouvelles étoiles dans les galaxies au cours des 10 derniers milliards d'années était gouverné par une loi très simple : plus le nombre d'étoiles est élevé plus le rythme de formation est important. Une loi s'appliquant sur une période de temps aussi longue semble suggérer que des mécanismes relativement simples régulent le processus complexe qui transforme le matériau interstellaire en étoiles. Herschel a permis également d'établir que le taux de formation d'étoiles dans certaines galaxies pouvait être des centaines à des milliers de fois plus élevé que dans notre galaxie.

### Processus de formation d'une étoile
Les galaxies spirales, telles que notre galaxie, sont formées à partir du gaz et de la poussière qui constituent le milieu interstellaire. Le gaz représente 99% de la masse. La conversion de ce matériau en étoiles et le retour des constituants de celles-ci dans le milieu interstellaire à la mort de ces astres gouverne la formation et l'évolution de la galaxie. Les nuages moléculaires géants sont des complexes gigantesques de matière interstellaire. Leur densité est plus basse que le vide le plus poussé qui peut être reconstitué dans les laboratoires de recherche. Pourtant de nombreux nuages sont le siège d'un vigoureux processus de naissance d'étoiles. Les observations effectuées avec le télescope spatial ont tenté de déterminer comment ce milieu extrêmement diffus pouvait se condenser et former des noyaux compacts qui évoluent par la suite en étoiles. Herschel a permis d'étudier les premières étapes de la formation d'une étoile avec un niveau de détail sans précédent. Le télescope a été pointé durant 460 heures vers la ceinture de Gould, une pouponnière d'étoiles située à 3 000 années-lumière. Herschel a mis en évidence un ensemble de structures en forme de filaments. Celles-ci avaient déjà été observées par le passé, mais le télescope spatial a démontré qu'elles étaient omniprésentes. Mais toutes ne forment pas des étoiles et Herschel a fourni des explications à ce phénomène. Les données recueillies suggèrent que dans une première étape des turbulences dans les nuages moléculaires géants sont à l'origine de l'enchevêtrement des filaments. Puis, lorsque ceux-ci sont devenus assez massifs, la gravité prend le relais, compressant le gaz pour former des noyaux denses dans lesquels se forment les étoiles. Une fois que l'étoile a commencé à se former, elle attire et accumule le matériau situé aux alentours. Le processus crée un disque de matériau qui se comporte un peu comme l'eau se vide en spiralant dans une évacuation. C'est durant cette phase que la masse de l'étoile est fixée.
En étudiant à l'aide d'Herschel les embryons d'étoiles présents dans la nébuleuse d'Orion, les astronomes avaient constaté avec surprise que certaines étoiles jeunes avaient une intensité lumineuse qui variait de plus de 20% en quelques semaines. Au lieu que le processus d'accrétion de la matière par l'étoile en formation se déroule de manière régulière, le gaz serait attiré par grumeaux vers le disque, réchauffant celui-ci lors de la collision entre les deux ensembles. Une autre explication serait que ces grumeaux de gaz, en orbite autour de l'étoile, créeraient des éclipses partielles de l'étoile. Quelle que soit l'explication, la formation d'une étoile est un processus qui est loin d'être uniforme et régulier.
Un des axes de recherche clés de Herschel portait sur le processus dit de feedback qui désigne la manière dont la formation d'une étoile affecte la capacité d'une galaxie à former de nouvelles étoiles. Lorsqu'une étoile est née, elle commence à émettre des radiations à la fois sous forme d'énergie et de particules. Ces deux types d'émission peuvent repousser le gaz qui se trouve aux alentours. Dans certains cas ce phénomène de compression peut à son tour déclencher la formation de nouvelles étoiles et dans d'autres cas il contribue à accroître les turbulences dans cette région de l'espace, ce qui contribue en retour à empêcher la formation de nouvelles étoiles. Les données recueillies par Herschel démontrent que ce feedback n'est pas limité à l'environnement immédiat de l'étoile mais peut concerner l'ensemble de la galaxie.

### Galaxie ultra-lumineuse en infrarouge
Les galaxies ultra-lumineuses en infrarouge (ULIRGS), découvertes par le télescope spatial IRAS et étudiées par ISO, sont des galaxies dont la luminosité est 1 000 milliards de fois plus intense que celle du Soleil. Elles résultent de la fusion de galaxies et sont beaucoup plus brillantes dans l'infrarouge qu'en lumière visible. Toutes les observations effectuées par Herschel de galaxies présentant un taux exceptionnel de formation d'étoiles, montrent que celles-ci sont le siège de tempêtes de gaz moléculaires. Ces dernières sont attribuées à l'intense émission de lumière et de particules de jeunes étoiles ou aux ondes de choc produites par l'explosion d'étoiles massives présentes dans les pouponnières d'étoiles ou à des trous noirs supermassifs. Quels que soient leur mode de formation, ces vents sont d'une puissance immense. Les plus rapides d'entre eux ont une vitesse de 1 000 kilomètres par seconde et sont capables d'arracher à leur galaxie 1 200 fois la masse du Soleil chaque année. Si ce processus n'est pas bloqué, il peut épuiser le matériau présent dans la galaxie et permettant la formation des étoiles en seulement quelques dizaines de millions d'années soit un laps de temps très court dans la vie d'une galaxie.

### Diversité des systèmes solaires
Herschel a permis de démontrer que les disques protoplanétaires, à l'origine de la formation des planètes autour d'une étoile, pouvaient être extrêmement massif. Ainsi, à la grande surprise des astronomes, le disque observé autour de l'étoile TW Hydrae, âgée d'environ 10 millions d'années, s'est révélé suffisamment volumineux pour permettre la formation de 50 planètes de la taille de Jupiter. Or, compte tenu de son âge, la poussières formant le disque protoplanétaire aurait dû être dissipée par la pression exercée par le vent solaire ou absorbée par les planètes en cours de formation ou expulsée du système.
Herschel a également contribué à démontrer la diversité des systèmes planétaires. Le télescope spatial a observé Gliese 581 et 61 Virginis deux étoiles qui possèdent des exoplanètes découvertes précédemment. Contrairement à notre système solaire ces systèmes ne possèdent pas de planètes de la taille de Jupiter ou de Saturne. Herschel a révélé que ces étoiles étaient entourées de grandes quantités de poussière froide. L'hypothèse émise est que celle-ci provient d'une série continue de collisions entre des comètes ce qui implique que celles-ci sont beaucoup plus nombreuses que dans notre système solaire. Leur nombre pourrait être lié à l'absence de planètes géantes. Dans notre système solaire, les champs gravitationnels de Jupiter et Saturne ont déclenché une pluie de comètes qui sont venues bombarder les autres planètes (dont la Terre) durant la phase finale de leur formation. Mais en l'absence de ces planètes géantes, les comètes de Gliese 581 et 61 Virgini sont restées en orbite.

### Découverte de nouvelles galaxies
En novembre 2010, l'équipe internationale conduite par Mattia Negrello (The Open University, Royaume-Uni) et impliquant 89 autres astronomes, parmi lesquels 7 travaillant dans trois laboratoires français soutenus par le CNES, permet de révéler l'existence de cinq galaxies dont la lumière met environ 10 milliards d'années pour parvenir à la Terre. Pour cela, les chercheurs utilisent un phénomène déjà décrit par Albert Einstein : « la lentille gravitationnelle ». Une galaxie se trouvant entre la Terre et une autre galaxie plus lointaine et parfaitement alignée dévie la lumière de cette dernière et l'amplifie, comme le fait une loupe. Les deux caméras, SPIRE et PACS, peuvent détecter ces lentilles gravitationnelles en scannant une infime partie de l'Univers, les résultats exploités par de puissants télescopes terrestres laissent découvrir deux galaxies parfaitement alignées dans chaque axe de visée à des distances différentes.

## Distinctions
Le 9 juin 2010, les programmes Herschel et Planck sont distingués par l'association aéronautique et astronautique de France, recevant le Grand Prix 2010.

## Galerie de photographies

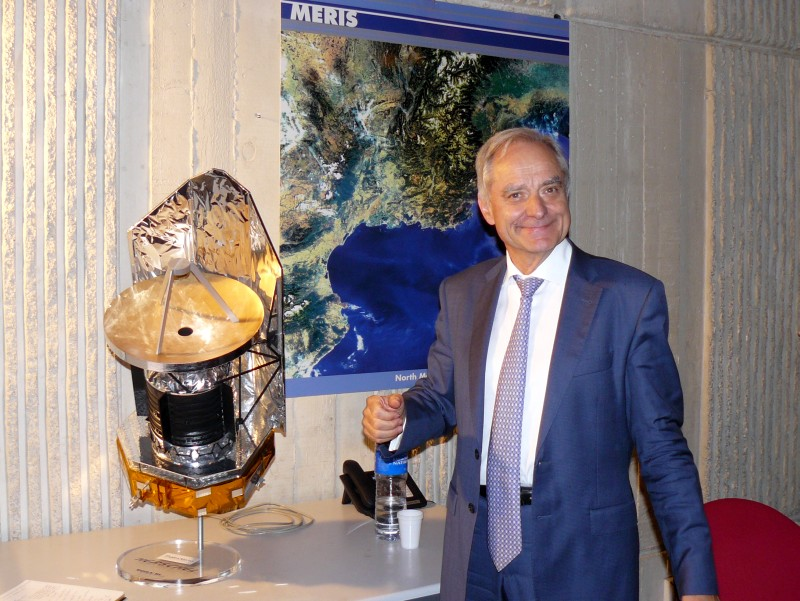
André Brahic dans l'auditorium du Centre spatial de Cannes - Mandelieu, lors de la présentation des premiers résultats des missions Herschel et Planck, le 7 octobre 2009.
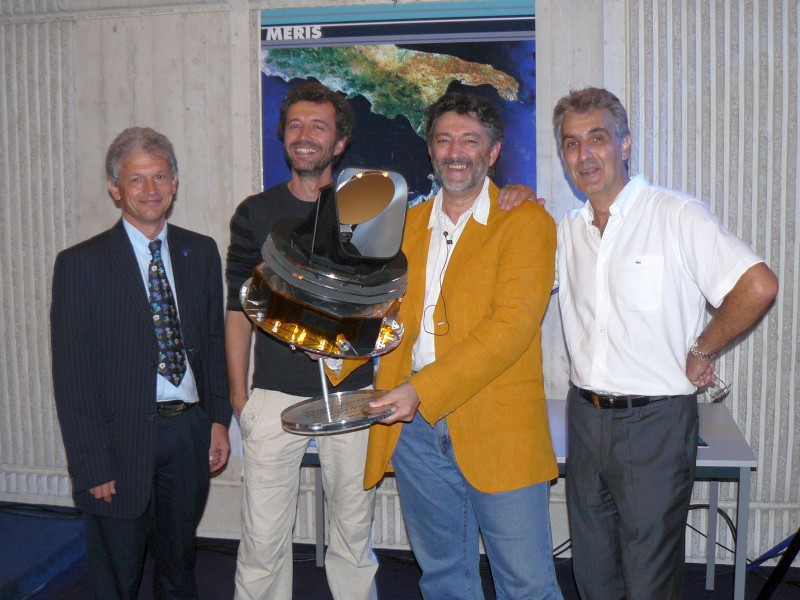
Une partie de l'équipe Herschel-Planck, de gauche à droite : Jean-Jacques juillet, directeur des programmes scientifiques à Thales Alenia Space ; Marc Sauvage, CEA, responsable de l'expérience PACS de Herschel ; François Bouchet, IAP, responsable exploitation de Planck ; Jean-Michel Reix, directeur des programmes Herschel et Planck, Thales Alenia Space, lors des présentations des premiers résultats des missions Herschel et Planck.